# Prêmio Goethe
O Prêmio Goethe (em alemão: Goethepreis der Stadt Frankfurt) é um prêmio literário de Frankfurt am Main, Alemanha. Era inicialmente concedido anualmente, mas a partir de 1961 tornou-se trienal. É um dos mais importantes da literatura mundial, mas a distinção não é restrita a escritores.

## Prêmios concedidos
| Ano  | Premiado                      | País                 | Nascimento | Falecimento | Área de atuação   |
| ---- | ----------------------------- | -------------------- | ---------- | ----------- | ----------------- |
| 1927 | Stefan George                 | Alemanha             | 1868       | 1933        | Escritor          |
| 1928 | Albert Schweitzer             | Alemanha             | 1875       | 1965        | Filósofo          |
| 1929 | Leopold Ziegler               | Alemanha             | 1881       | 1958        | Filósofo          |
| 1930 | Sigmund Freud                 | Áustria              | 1856       | 1939        | Psicanalista      |
| 1931 | Ricarda Huch                  | Alemanha             | 1864       | 1947        | Escritora         |
| 1932 | Gerhart Hauptmann             | Alemanha             | 1862       | 1946        | Escritor          |
| 1933 | Hermann Stehr                 | Alemanha             | 1864       | 1940        | Escritor          |
| 1934 | Hans Pfitzner                 | Alemanha             | 1869       | 1949        | Compositor        |
| 1935 | Hermann Stegemann             | Alemanha             | 1870       | 1945        | Escritor          |
| 1936 | Georg Kolbe                   | Alemanha             | 1877       | 1947        | Escultor          |
| 1937 | Erwin Guido Kolbenheyer       | Alemanha             | 1878       | 1962        | escritor          |
| 1938 | Hans Carossa                  | Alemanha             | 1878       | 1965        | escritor          |
| 1939 | Carl Bosch                    | Alemanha             | 1874       | 1940        | químico           |
| 1940 | Agnes Miegel                  | Alemanha             | 1879       | 1964        | escritora         |
| 1941 | Wilhelm Schäfer               | Alemanha             | 1868       | 1952        | escritor          |
| 1942 | Richard Kuhn                  | Alemanha             | 1900       | 1967        | químico           |
| 1945 | Max Planck                    | Alemanha             | 1858       | 1947        | físico            |
| 1946 | Hermann Hesse                 | Alemanha             | 1877       | 1962        | escritor          |
| 1947 | Karl Jaspers                  | Alemanha             | 1883       | 1969        | filósofo          |
| 1948 | Fritz Von Unruh               | Alemanha             | 1885       | 1970        | escritor          |
| 1949 | Thomas Mann                   | Alemanha             | 1875       | 1955        | escritor          |
| 1951 | Martin Buber                  | Alemanha             | 1878       | 1965        | filósofo          |
| 1952 | Carl Zuckmayer                | Alemanha             | 1896       | 1977        | escritor          |
| 1955 | Annette Kolb                  | Alemanha             | 1870       | 1967        | escritora         |
| 1958 | Carl Friedrich von Weizsäcker | Alemanha             | 1912       | 2007        | físico            |
| 1960 | Ernst Beutler                 | Alemanha             | 1885       | 1960        | escritor          |
| 1961 | Walter Gropius                | Alemanha             | 1883       | 1969        | arquiteto         |
| 1964 | Benno Reifenberg              | Alemanha             | 1892       | 1970        | escritor          |
| 1967 | Carlo Schmid                  | Alemanha             | 1896       | 1979        | político          |
| 1970 | Gyorgy Lukacs                 | Hungria              | 1885       | 1971        | filósofo          |
| 1973 | Arno Schmidt                  | Alemanha             | 1914       | 1979        | escritor          |
| 1976 | Ingmar Bergman                | Suécia               | 1918       | 2007        | cineasta          |
| 1979 | Raymond Aron                  | França               | 1905       | 1983        | filósofo          |
| 1982 | Ernst Jünger                  | Alemanha             | 1895       | 1998        | escritor          |
| 1985 | Golo Mann                     | Alemanha             | 1909       | 1994        | escritor          |
| 1988 | Peter Stein                   | Alemanha             | 1937       |             | director teatral  |
| 1991 | Wisława Szymborska            | Polónia              | 1923       |             | poetisa           |
| 1994 | Ernst Gombrich                | Áustria              | 1909       | 2001        | historiador       |
| 1997 | Hans Zender                   | Alemanha             | 1936       |             | compositor        |
| 2000 | Siegfried Lenz                | Alemanha             | 1926       |             | escritor          |
| 2002 | Marcel Reich-Ranicki          | Alemanha             | 1920       |             | crítico literário |
| 2005 | Amos Oz                       | Israel               | 1939       |             | escritor          |
| 2008 | Pina Bausch                   | Alemanha             | 1940       |             | coreógrafa        |
| 2011 | Adonis                        | Síria                | 1930       |             | poeta             |
| 2014 | Peter von Matt                | Suíça                | 1937       |             | filólogo          |
| 2017 | Ariane Mnouchkine             | França               | 1939       |             | diretora teatral  |
| 2020 | Dževad Karahasan              | Bósnia e Herzegovina | 1953       | 2023        | escritor          |
| 2023 | Barbara Honigmann             | Alemanha             | 1949       |             | escritora         |